# Legends of the lost and found
Legends of the lost and found is het tweede officiële livealbum van Harry Chapin. In tegenstelling tot de meeste livealbums bevat het nieuwe liedjes van de singer-songwriter, gecombineerd met zes reeds bestaande liedjes. Opnamen vonden plaats tijdens concerten in Chattanooga (Tennessee), Memphis (Tennessee), Knoxville (Tennessee), Austin (Texas), Houston (Texas), Dallas (Texas), Phoenix (Arizona) en Tucson (Arizona). Het album bracht het in slechts drie weken notering tot de 163e plaats in de Amerikaanse albumlijst Billboard 200, een dieptepunt in Chapins albumgeschiedenis in Billboard. Ter vergelijking Verities and balderwash haalde de vierde plaats en stond 33 weken genoteerd. Het album verkocht ook goed in Canada en Australië. Aan Europa ging het album geheel voorbij. In Nederland en België werd slechts een enkele keer een album van Chapin uitgebracht, deze viel onder die categorie. Het album staat opnieuw vol met teksten over verloren liedjes en mislukte mensen aan de rand. Het niveau van Morning D.J. of W.O.L.D en Cat's in the Cradle werd nergens gehaald, aldus de muziekrecensent Wim van Leest van De Stem op 14 april 1980; de rest van de muziekpers was hem al vergeten.
Terwijl alle elpees van Chapin door Elektra Records omgezet werden tot compact disc, bleef deze release op cd uit. In 2005 kocht de familie Chapin de rechten op en bracht het album zelf op cd uit. Onder bemoeienis van Josh Chapin (zoon) en Jason Demner werd er opnieuw gemixt en werd de trackvolgorde aangepast. Daarbij werd geprobeerd dicht bij de klank van de originele persing te blijven met een mix van Steve Chapin (broer), maar hier en daar werd toch het stemgeluid aangepast.

## Musici
- Harry Chapin – zang, gitaar
- Steve Chapin – piano, zang
- Howie Fields – drumstel
- Kim Scholes – cello (mede-producent)
- Doug Walker – gitaar, zang
- John Wallace – basgitaar, zang

## Muziek

### Elpeeversie
| Nr. | Titel                               | Duur |
| --- | ----------------------------------- | ---- |
| 1.  | Stranger with the melodies          | 7:06 |
| 2.  | Copper                              | 5:15 |
| 3.  | The day they cloed the factory town | 5:47 |
| 4.  | Pretzel man                         | 3:09 |

| Nr. | Titel               | Duur |
| --- | ------------------- | ---- |
| 1.  | If my Mary was here | 4:51 |
| 2.  | Old folkie          | 4:51 |
| 3.  | Get on with it      | 5:22 |
| 4.  | We were three       | 5:20 |

| Nr. | Titel            | Duur |
| --- | ---------------- | ---- |
| 1.  | Poor damned fool | 4:28 |
| 2.  | Flowers are red  | 5:08 |
| 3.  | Mail order Annie | 5:44 |
| 4.  | Odd job man      | 5:16 |

| Nr. | Titel                        | Duur |
| --- | ---------------------------- | ---- |
| 1.  | Legends of the lost and ound | 4:12 |
| 2.  | Tangled up puppet            | 4:37 |
| 3.  | Corey’s coming               | 8:09 |
| 4.  | You are the only song/Circle | 4:02 |

### Compact disc
| Nr. | Titel                         | Duur |
| --- | ----------------------------- | ---- |
| 1.  | Old folkie                    | 4:51 |
| 2.  | Stranger with the melodies    | 7:06 |
| 3.  | We were three                 | 5:20 |
| 4.  | Legends of the lost and found | 4:12 |
| 5.  | Flowers are red               | 5:08 |
| 6.  | Pretzel man                   | 3:09 |
| 7.  | Odd job man                   | 5:16 |
| 8.  | Tangled up puppet             | 4:37 |
| 9.  | Get on with it                | 5:22 |
| 10. | If my Mary were here          | 4:51 |

| Nr. | Titel                                | Duur |
| --- | ------------------------------------ | ---- |
| 1.  | Poor damed fool                      | 4:27 |
| 2.  | Copper                               | 5:15 |
| 3.  | The day they closed the factory town | 5:47 |
| 4.  | Mail order Annie                     | 5:44 |
| 5.  | Corey’s coming                       | 8:09 |
| 6.  | You are the only song/Circle         | 3:59 |